# Indio Rico
Indio Rico is een plaats in het Argentijnse bestuurlijke gebied Coronel Pringles in de provincie Buenos Aires. De plaats telt 1.165 inwoners.

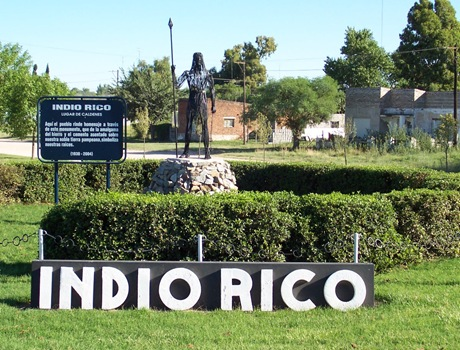
Monument in Indio Rico